# 蘆田国住
蘆田 国住（あしだ くにずみ）は、戦国時代から安土桃山時代の武将。丹波国の国人。丹波国氷上郡小室城主。

## 生涯
蘆田氏（芦田氏、葦田氏）は、保元3年（1158年）に信濃国高井郡井上村から丹波芦田庄に配流された井上家光を祖とし、小室城（東芦田城）を拠点とした。15世紀には善政を布いたと伝わる蘆田金猶がいる。16世紀に入り奥丹波を中心に勢力を拡大した赤井氏は蘆田氏の分家とされ、戦国期末、蘆田氏は赤井氏の支配下にあったとみられる。
天正7年（1579年）5月、国住（または蘆田国重）が城主を務める小室城は、織田信長の家臣である明智光秀や羽柴秀長により攻められ落城した。また蘆田氏の分家である栗住野氏の居城・栗住野城も羽柴秀長の軍勢によって攻められ、小室城と同じ日に落城した。
蘆田氏の城はこうして滅んだが、この周辺には現代でも芦田姓が数多く残る。